# Steve Parrish
Stephen J. "Stavros " Parrish (Cambridge, 24 de febrero de 1953) fue un piloto de motociclismo y de camiones británico y ahora es comentarista de deportes.

## Carrera
Parrish entró en el motociclismo profesional en 1976, ganando el ACU en el Auto-Cycle Union. Parrish estuvo en el grupo de Barry Sheene con Suzuki en 1977 en la categoría de 500cc, acabado quinto en la clasificación general, aunque volvió al motociclismo británico en 1978 en el ACU 'Gold Star' Champion de 500cc. También se adjudicó la British Shell 500 title en 1979 y 1980, y el títolo británico de Superbikes de 1981.

## Jefe equipo
Después de su retiro en 1986, Parrish tuvo una trayectoria dual como mánager de la escudería Yamaha llevándolo a la victoria el Campeonato Británico de Superbikes; a la vez que comenzó una carrera exitosa en el Campeonato de Camiones, ganando el 1987 del Campeonato Británico. Parrish ganó en cinco ocasiones el Europea desde (1990 hasta 1996) con el equipo BP-Mercedes Benz. Parrish se ha convertido en el piloto que más títulos europeos posee. Se retiró en 2002 a la edad de 47 años.

## Resultados en el Campeonato del Mundo
Sistema de puntuación desde 1969 hasta 1987:
| Posición | 1.º | 2.º | 3.º | 4.º | 5.º | 6.º | 7.º | 8.º | 9.º | 10.º |
| Puntos   | 15  | 12  | 10  | 8   | 6   | 5   | 4   | 3   | 2   | 1    |

(Carreras en negrita indica pole position, carreras en cursiva indica vuelta rápida)
| Año  | Cat.  | Equipo | 1       | 2       | 3       | 4      | 5       | 6       | 7       | 8       | 9       | 10      | 11      | 12      | Pos. | Pts. |
| ---- | ----- | ------ | ------- | ------- | ------- | ------ | ------- | ------- | ------- | ------- | ------- | ------- | ------- | ------- | ---- | ---- |
| 1976 | 500cc | Suzuki | FRA 12  | AUT -   | NAT -   | IOM -  | NED -   | BEL -   | SWE -   | FIN -   | TCH -   | GER -   |         |         | 0    | -    |
| 1977 | 500cc | Suzuki | VEN 9   | AUT DNS | GER 4   | NAT 11 | FRA 6   | NED Ret | BEL 5   | SWE 4   | FIN 5   | CZE 7   | GBR Ret |         | 5.º  | 39   |
| 1978 | 500cc | Suzuki | VEN 4   | SPA 10  | AUT Ret | FRA 7  | NAT Ret | NED 10  | BEL Ret | SWE 15  | FIN 5   | GBR 15  | GER 13  |         | 12.º | 20   |
| 1979 | 500cc | Suzuki | VEN Ret | AUT 7   | GER 9   | NAT 11 | SPA 11  | YUG 9   | NED 10  | BEL DNS | SWE 5   | FIN 11  | GBR Ret | FRA 7   | 12.º | 19   |
| 1980 | 500cc | Suzuki | NAT -   | SPA -   | FRA -   | NED 17 | BEL DNQ | FIN -   | GBR 17  | GER 17  |         |         |         |         | NC   | 0    |
| 1981 | 500cc | Yamaha | AUT -   | GER DNQ | NAT DNS | FRA -  | YUG -   | NED 18  | BEL 20  | RSM Ret | GBR 9   | FIN 10  | SWE 15  |         | 21.º | 3    |
| 1982 | 500cc | Yamaha | ARG -   | AUT 16  | FRA 3   | SPA 13 | NAT -   | NED 14  | BEL Ret | YUG 22  | GBR 18  | SWE 10  | RSM -   | GER Ret | 18.º | 11   |
| 1983 | 500cc | Yamaha | RSA 20  | FRA Ret | NAT 15  | GER 18 | SPA 15  | AUT 22  | YUG -   | NED Ret | BEL DNQ | GBR Ret | SWE 13  | RSM 16  | NC   | 0    |
| 1984 | 500cc | Yamaha | RSA -   | NAT 17  | SPA -   | AUT -  | GER 11  | FRA -   | YUG -   | NED 12  | BEL 16  | GBR 16  | SWE Ret | RSM 20  | NC   | 0    |
| 1985 | 500cc | Yamaha | RSA -   | SPA -   | GER -   | NAT -  | AUT -   | YUG -   | NED Ret | BEL -   | FRA -   | GBR 17  | SWE -   | RSM -   | NC   | 0    |